# Чернівецька селищна територіальна громада
Чернівецька селищна територіальна громада — територіальна громада в Україні, у Могилів-Подільському районі Вінницької області. Адміністративний центр — селище Чернівці.
Площа громади — 426,33 км², населення — 15 883 мешканці (2020).
19 липня 2020 року, в результаті адміністративно-територіальної реформи та ліквідації Чернівецького району, громада увійшла до складу новоутвореного Могилів-Подільського району.

## Населені пункти
У складі громади 6 селищ (Скорячий Яр, Степок, Трактове, Туліїв, Чернівці, Ясне) і 24 села:
- Абрамівська Долина
- Березівка
- Біляни
- Борівка
- Весняне
- Вишневе
- Вівчарня
- Володіївці
- Гонтівка
- Грабовець
- Дубина
- Йосипівка
- Камінське
- Коси
- Котлубаївка
- Лозове
- Лужок
- Мазурівка
- Пелинівка
- Ромашка
- Саїнка
- Скалопіль
- Сокіл
- Шендерівка